# Мирський Рудольф Якович

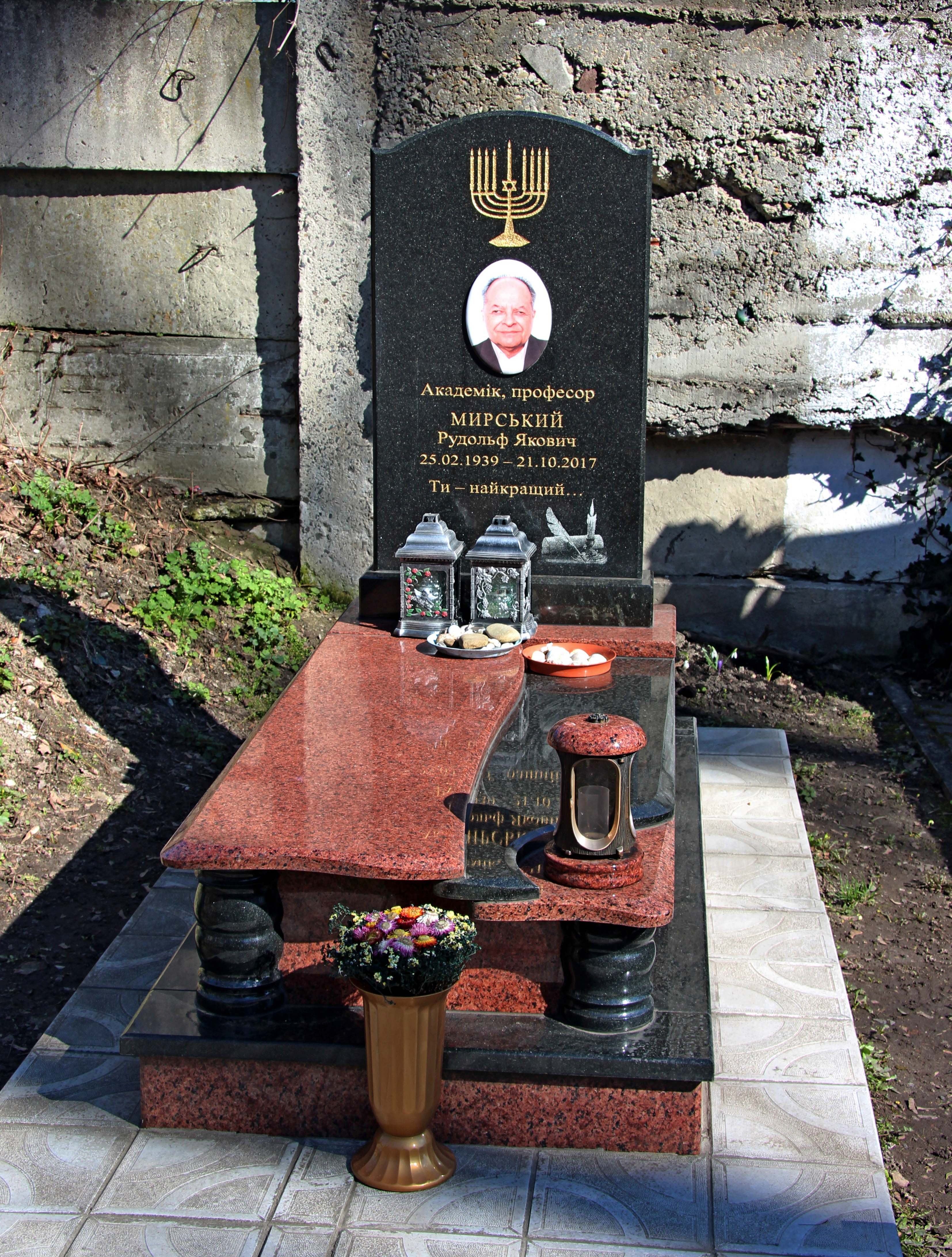

Рудо́льф Я́кович Ми́рський (* 25 лютого 1939 — 21 жовтня 2017) — професор Академії історії та культури євреїв імені Шимона Дубнова, Президент Львівської обласної єврейської общини.
Викладач філософії та політології на кафедрі політології ІГСН НУ «Львівська політехніка».
Професор, доктор філософських наук за спеціальністю — філософія.
Тема кандидатського дисертаційного дослідження: «Патріотизм і соціальна відповідальність особи». Захищене у 1971 р.
Тема докторського дисертаційного дослідження: «Патріотизм в умовах революційного оновлення». Захищене у 1989 р.
Президент Центру «Холокост» ім. Доктора Олександра Шварца.
Директор Регіонального науково-освітнього центру з вивчення проблем Голодомору і Холокосту при Національному університеті «Львівська політехніка».
Відомий також як засновник організації Бней Брит «Леополіс» та ініціатор низки круглих столів, а також інших заходів із проблем українсько-єврейських відносин і пам'яті жертв Яновського концтабору, зокрема, організатор центрів пам'яті жертв Голокосту. Є одним з організаторів Академії історії та культури євреїв ім. Шимона Дубнова, що об'єднала провідних спеціалістів з іудаїки в Україні.
Похований на єврейській частині Янівського цвинтаря.

## Наукові праці Мирського (за 2000— 2009рр.)
Після захисту докторської дисертації у 1989 р. на тему: «Патріотизм в умовах радянського суспільства і його революційного оновлення» всього було опубліковано понад 100 наукових і науково-методичних робіт загальним обсягом понад 90 друкованих аркушів.

### Книги
Мирський Р. Я., Найман О. Я. Юдофобія проти України. — К., 2000 (8 д. а.). (В співавторстві)
Мирський Р. Я., Найман А. На захист демократичних надбань в Україні. — К., 2004 — (8 д.а.). (В співавторстві)
Словник-довідник політологічних термінів. Львів, 2006. — 228 с. (член авторського колективу).

### Статті
Мирський Р. Я. Викладання проблеми Голокосту у вищій школі України: попередні рефлексії // Зб. «Запорожские еврейские чтения». — Запорожье: «Диво». — 2000. — Вып. 4. — (0,6 д.а.).
Мирський Р. Я. Ш. Дубнов і проблеми дослідження єврейської самосвідомості у пострадянському просторі // Зб. «Дубновские чтения»: Материалы 1-ой Международной научной конференции «Наследие Ш. Дубнова и изучение истории евреев в странах СНГ и Балтии», посвящённой 140-летию". — Минск: «Четыре четверти», 2001 — (0,4 д.а.).
Мирський Р. Я. Іудейський плюралізм у Львові крізь призму пострадянських деформацій // Зб. «Історія релігій в Україні: праці XI Міжнародної наукової конференції», Львів: «Логос», 2001 — (0,5 д.а.).
Мирський Р. Я. Голокост // Навчальний словник-довідник для студентів вузів «Політологія: терміни, поняття, персоналії, схеми і таблиці». — К.: «Каравела»; Львів: «Новий світ», 2001 — 300 с. (0,2 д.а.)
Мирський Р. Я. Етнічні девіації в Україні і формування міжнаціональної консолідації // Зб. «Українська етнологічна наука на межі ХХ — XXI ст.», Львів, 2001 — (0,5 д.а.).
Мирський Р. Я. Історія та культура національних меншин України // Зб. «Народознавчі Зошити». — Львів, 2001 — (0,3 д.а.).
Мирський Р. Я. Голокост як непізнаний об'єкт дидактики: еніометодика необхідна // Науковий вісник «Експериментальна еніологія: теорія, методика, практика». — Львів, 2002. — Вип. 6. — (0,4 д.а.).
Мирський Р. Я. Націонал-екстремістський тероризм у правозахисній упаковці // Зб. ІХ щорічна міжнародна міждисциплінарна конференція з юдаїки". — М., 2002.
Мирський Р. Я. Європейські моделі толеранції // Журн.: «Софія» (Філософи Слов'янських Країн). — 2002. — № 2. — С. 255—259.
Мирский Р. Я. «Холокост: плач по убиенных или ответственность жертв и новый гражданский героизм» (тезисы) // Кн.: «Десята щорічна міжнародна міждисциплінарна конференція з юдаїки». — М., 2003. — С. 5-6.
Мирський Р. Я. Сучасний антисемітизм і права національних меншин в Україні // Зб. «Седьмые Запорожские еврейские чтения». — Запоріжжя, 2003. — С. 184—191.
Мирський Р. Я. Шимон Дубнов і проблема "єврейського глобалізму. Деякі постановочні акценти // Зб. «Єврейська історія та культура кінця XIX — початку XX ст.» — К., 2004. — С. 184—186.
Мирський Р. Я. Уроки Холокоста: политика и методология // Наук. журн. «Проблеми історії Голокосту». — Дніпропетровськ, 2005. — № 2. — С. 108—115.
Мирський Р. Я. Уроки Голокосту і «нові парадигми» сучасної цивілізації // Зб. наукових праць «Голокост в Україні в регіональному і загальнолюдському вимірі». — Львів, 2005. — С. 5-9.
Мирський Р. Я., Рябошапка Л. І. Толерантні етнонаціональні взаємини — складова національної безпеки України // Вісник Запорізького юридичний інституту України. — Запоріжжя, 2004 — № 1. — C. 12-17. (в співавторстві).
Мирський Р. Я. Фактори толерантності у контексті визнання праведності митрополита Андрея Шептицького // Зб. наукових праць. — Львів, 2006. — С. 5-8.
Мирский Р. Я. Факторы толерантности как объект и субъект в период Холокоста в Украине: митрополит Андрей Шептицкий и его праведность // Сб. Десятые Запорожские еврейские чтения. — Запорожье, 2007. — C. 47 — 53.
Мирский Р. Я. Антисионизм и Холокост в Украине (философско-политический ракурс) // Материалы Четырнадцатой ежегодной международной конференции по иудаике: «Холокост: вопросы преподавания. Новые исследования по истории Холокоста». Тезисы. — М., 2007. — C. 12-15.
Мирський Р. Я. Явище Голокосту та проблема його сучасних інтерпретацій // Зб. наукових праць «Філософські пошуки». — Львів: Центр Європи; Одеса: Kogito, 2007. — Вип. XXIII. — C. 267—282. (352 c.). (в співавторстві)
Мирський Р. Я. Патріотизм, антисемітизм, політичні стереотипи, ОУН-УПА (філософсько-політичні акценти) // Зб. «Політична культура суспільства: джерела, впливи, стереотипи». — Харків: ТОВ «Кроссроуд», 2008. — C. 234—236 (0,3 д. а.).
Мирський Р. Я. Методологічні і методичні засади вивчення етнокатастроф в Україні у «Львівській політехніці» // Зб. «Гуманітарні науки в сучасному негуманітарному ВНЗ». — Чернівці: Чернівецький торговельно-економічний інститут Київського національного торговельно-економічного університету, 2008. — C. 101—103 (0,2 д. а.).
Мирський Р. Я. Трагедія Янівського концтабору у Львові: від замовчування Голокосту до його вивчення // Зб. «Євреї у Любліні — євреї у Львові». -Люблін: Люблінський католицький університет, 2007. — C. 80-82 (0,4 д. а.).
Мирський Р. Я. Деякі особливості увічнення жертв Голокосту у сучасній Україні або львівський синдром меншовартості національної пам'яті // Зб. тез «Україна та Польща у вимірі незалежності (1918—2008 рр.)». — Львів: Вид-во ЛУБП, 2008. — C. 24-29 (0,5 д. а.). (в співавторстві)
Мирський Р. Я. Голодомор в Україні: проблеми методології і методики викладання у Вищій Школі (філософсько-політологічні аспекти) // Зб. наукових праць «Українська національна ідея». — Львів: Вид-во «Львівська політехніка», 2008. — № 20. — C. 100 — 103.
Мирський Р. Я. Освітня програма з вивчення Голодомору і Голокосту в Україні у Львівській політехніці: питання методології і методики викладання // Науково-методичний посібник «Висвітлення проблем Голодомору і Голокосту у курсах соціально-гуманитарних дисциплін вищої Школи (Методологія і методика викладання)». — Львів: Вид-во ТзОВ «Простір-М», 2008. — С. 4-9 (0,5 д. а.).
Мирський Р. Я. О месте философии и религии // Журнал «София». — Польща, Ряшів: Видавництво Ряшівського університету, 2007. — № 7. — (0,2 д. а.).
Мирський Р. Я. Философская тема веры в творчестве Ф. Достоевского // Зб. «Філософські пошуки. Львів-Одеса: Вид-во „Центр Європи“, 2009. — № XXIX». — С. 64-67 (0,3 д. а.).
Мирський Р. Я. Філософсько-методологічні засади вивчення етнокатастроф в Україні в сучасній політології // Вісник НУ"Львівська політехніка": Філософські науки. — Львів: Вид-во НУ"Львівська політехніка", 2009. — № 636. — С. 112 — 117.
Науково-методичні розробки (за 2000 — 2009 рр.): Мирський брав участь в організації і проведенні науково-методичного семінару з проблем Голокосту для викладачів вузів на базі НУ «Львівська політехніка» (Львів — листопад 2000).
Мирський Р. Я. Проспект спецкурсу: «Голокост — загальнолюдська трагедія XX-го століття». — Львів, 2002. — (1 д.а.).
Мирський Р. Я. Розробив і підготував до видання інформаційні і методичні матеріали "Викладання теми «Голокост» у Вищій школі. Львів, 2002. — Вип. 1 — 76 с. тираж — 200 прим.
Мирський Р. Я. Проспект спецкурсу: «Голокост — загальнолюдська трагедія XX-го століття». — Львів, 2002.
Мирський брав участь в науково-методичних читаннях із проблем Голокосту. — Єрусалим: Яд-Вашем, листопад-грудень 2001.
Мирський брав участь в організації і проведенні регіонального науково-методичного семінару-наради: «Міжнаціональна злагода: спільне минуле — спільне майбутнє. Викладання у вищій школі проблем Голокосту та трагедій етносів України». Львів, «Львівська політехніка», 15 травня 2002.
Мирський Р. Я. «Протидія сучасному антисемітизму в контексті викладання проблем Голокосту у вищій школі» // Другий науково-методичний семінар «Голокост — минуле і сучасне» (Сімферопіль, вересень 2002).
Робота над спецкурсом «Голодомор в Україні і Голокост — етнокатастрофи сучасності».(Львів — 2004).
Брав участь у першому науковому семінарі-школі для студентів університетів України «Історія Голокосту в Європі: проблеми толерантності та захисту прав людини» (Львів — лютий 2004).
Спецкурс «Голодомор в Україні і Голокост — етнокатастрофи сучасності» (Львів — 2004).
Доповідь «Голокост як етнокатастрофа сучасної цивілізації (Методологічні і методичні проблеми)» // Міжвузівський науково-методичний семінар: «Вивчення проблем Голодомору і Голокосту в курсах соціально-гуманітарних дисциплін ВНЗ України» (Львів, грудень 2004).
Організував і провів міжвузівський науково-методичний семінар: «Вивчення проблем Голодомору і Голокосту в курсах соціально-гуманітарних дисциплін ВНЗ України» (Львів, грудень 2004).

### Рецензії
Мирський Р. Я. Рецензія на навчальний посібник: Піча В., Левківський К., Хома А. «Політологія: типові питання та відповіді з лекційного курсу». — Львів, 2002 — 176 с.
Мирський Р. Я. Рецензія на підручник: «Основи соціології і політології для вузів І та II рівня». Під редакцією Пічі В. М. — Львів, 2002. — 158 с.
Мирський Р. Я. Рецензія на "Політологія: методичні вказівки до проведення семінарських занять та підготовки контрольних робіт студентів заочної форми навчання НУ «ЛП». — Львів, 2002.
Мирський Р. Я. Рецензія на методичну роботу викладачів кафедри політології: «Тестові завдання з політології: методичні рекомендації по їх застосуванню для проведення МК».
Мирський Р. Я. Рецензія на метод. вказівки: «Політологія. Плани і методичні вказівки для студентів всіх спеціальностей і курсантів Військового інституту», (Львів, 2004).
Мирський Р. Я. Рецензія на підручник: «Політологія. Навчальний посібник для студентів-екстернів», (Львів, 2004).
Мирський Р. Я. Рецензія на метод. вказівки: «Політологія. Плани і методичні вказівки для студентів всіх спеціальностей і курсантів Військового інституту», (Львів — 2004).
Мирський Р. Я. Рецензія на підручник: «Політологія. Навчальний посібник для студентів-екстернів». — Львів, 2004.
Мирський Р. Я. Рецензія на методичну розробку планів семінарів з дисципліни: «Філософія». Для студентів всіх форм навчання. — Львів, 2004.
Мирський Р. Я. Рецензія на метод. вказівки: «Політологія. Плани і методичні вказівки для студентів всіх спеціальностей і курсантів Військового інституту». — Львів, 2005.
Мирський Р. Я. Рецензія на підручник: «Політологія. Навчальний посібник для студентів-екстернів». — Львів, 2005.
Мирський Р. Я. Рецензія на метод. вказівки: «Провідні парадигми сучасної філософії в контексті актуальних проблем суспільної історії», (Львів — 2006).
Мирський Р. Я. Рецензія на методичну розробку к.п.н. Турчин Я. Б. «Основи аналізу соціальної політики»: методичні вказівки до проведення семінарських занять і підготовки контрольних робіт для студентів заочної форми навчання, (Львів — 2007).
Мирський Р. Я. Рецензія на монографію доц. Савки В. Є. та ст. викл. Уманець Н. А.: «Сім'я в близькому соціальному довкіллі». — Львів, 2008. — 8 д. а.
Мирський Р. Я. Рецензія на статтю доц. Бразуль-Брушковського Є. Г. «Семантична природа істини». — Львів, 2008. — 0,5 д. а.
Мирський Р. Я. Рецензія на розширений конспект лекції доц. Луцишин Г. І.: «Основи світової моделі соціальної політики (Моделі держав загального добробуту)» з курсу «Основи аналізу соціальної політики» з методичними вказівками для студентів денної форми навчання спеціальності «Соціологія та соціальна робота». — Львів, 2008. — 0,7 д.а.
Мирський Р. Я. Рецензія на Конспект лекції доц. Плазової Т. І.: «Сучасні форми демократичного врядування» з курсу «Особливості перехідних суспільств». — Львів, 2008. — 0,5 д.а.
Мирський Р. Я. Рецензія на Методичну розробку ст. викл. Бучина М. А. з курсу: «Соціологія парламентаризму» для спеціальності «Соціологія». — Львів, 2008. — 1 д. а.
Мирський Р. Я. Рецензія на Книгу: «Філософія. Навчальний посібник для студентів заочної форми навчання» підготовлену колективом авторів кафедри філософії Національного університету «Львівська політехніка». — Львів, 2008. — 5 д.а.
Мирський Р. Я. Рецензія на навчально-методичний посібник: «Опрацювання програми емпіричного дослідження». Метод. вказівки до виконання контрольних робіт з дисциплін: «Методологія соціологічних досліджень…» для студ. спеціальності 040201 «Соціологія» Укладачі: Климанська Л. Д., Савчинський Р. О., Савка В. Є., Школяр М. В., Іванкова-Стецюк О. Б., Гурій Б. Б., Яцишин І. І. — Львів, 2008. — 1 д.а.
Мирський Р. Я. Рецензія на статтю доц. кафедри політології НУ «Львівська політехніка» Я. Б. Турчин: "Обґрунтування політико-правових передумов української державності та основних етапів її встановлення в науково-теоретичних працях Отто Ейхельмана. — Львів, 2009. — 1 д.а.
Мирський Р. Я. Рецензія на робочу програму з курсу: «Феноменологічний метод в сучасному релігієзнавстві» розроблену проф. Петрушенком В. Л. для студентів історичного факультету спеціалізації «Релігієзнавство» Дрогобицького державного педагогічного університету ім. Івана Франка. — Львів, 2008. — 0,2 д.а.
Мирський Р. Я. Рецензія на видання: «Соціальна політика. Словник: поняття, категорії, терміни». Друге видання, доповнене // В. С. Бліхар, М. А. Бучин, М. П. Гетьманчук, У. В. Ільницька та ін. до навчальної програми дисципліни «Основи аналізу соціальної політики» для спеціальності "Соціальна робота "(7.040201) базового напрямку «Соціологія»(6.030101). — Львів, 2009.
Мирський Р. Я. Рецензія на навчальний посібник: «Основи теорії міжнародних відносин» // М. А. Бучин, М. П. Гетьманчук, У. В. Ільницька, Л. О. Кучма, О. І. Сивак, П. П. Ткачук, Я. Б. Турчин, П. П. Черник. — Львів, 2009. — 1 д.а.
Мирський Р. Я. Рецензія на плани і методичні вказівки до семінарських занять з курсу: «Соціологія парламентаризму» // М. А. Бучин, М. П. Гетьманчук, У. В. Ільницька, Л. О. Кучма — Львів, 2009. — 1 д.а.
Мирський Р. Я. Проліски за колючим дротом. Спогади колишніх малолітніх в'язнів фашизму. — Львів: ВД «Цивілізація», 2004. — 231 с.

### Редагування
Мирський Р.. Я. Відп. редактор Збірника наукових праць «Голокост в Україні в регіональному і загальнолюдському вимірі». — Львів, 2005. — 199 с.
Мирський Р. Я. Відповідальний редактор Навчально-методичного посібника «Голодомор і Голокост в Україні: Міждисциплінарний вимір дослідження». — Львів, 2009. — 163 с.